# Истън (Кънектикът)
Истън (на английски: Easton) е град в Съединените американски щати, окръг Феърфийлд на щата Кънектикът. Разположен е на 11 km северозападно от центъра на Бриджпорт. Населението му е 7579 души (по приблизителна оценка от 2017 г.).

## Личности
Починали в Истън
- Хелън Келер (1880 – 1968), общественичка
- Игор Сикорски (1889 – 1972), авиоконструктор, създател на съвременния вертолет
- Джесика Тенди (1909 – 1994), актриса